# Comuna Kustolove, Novi Sanjarî
Kustolove (în ucraineană Кустолове) este o comună în raionul Novi Sanjarî, regiunea Poltava, Ucraina, formată din satele Kustolove (reședința) și Mali Solonți.

## Demografie
Componența lingvistică a comunei Kustolove
     Ucraineană (96,82%)
     Rusă (3,18%)
Conform recensământului din 2001, majoritatea populației comunei Kustolove era vorbitoare de ucraineană (96,82%), existând în minoritate și vorbitori de rusă (3,18%).